# HD 113766
HD 113.766 (HIP 63.975 / SAO 223904) és una estrella binària a la constel·lació de Centaurus de magnitud aparent +7,56. En una de les estrelles del sistema s'ha trobat un disc protoplanetari. Es troba a uns 424  anys llum de distància de la Terra.
El sistema estel·lar HD 113.766 està format per dues estrelles molt joves, amb una edat al voltant de 16 milions d'anys, de tipus espectrals F3 i F5. Al voltant de l'estrella principal,HD 113.766 A, s'ha trobat un disc de pols calenta (~ 440 K). Cent vegades més massiu que el cinturó d'asteroides del sistema solar, es pensa que està col·lapsant per formar un planeta terrestre que estarà situat a la zona d'habitabilitat, a 1,8  UA de l'estrella, on pot existir aigua en estat líquid. L'anàlisi química i mineralògica del material del disc mostra que la seva composició és similar a la dels asteroides metàl·lics de tipus-S.
Si bé no s'ha trobat vapor d'aigua associat al disc de pols, s'han descobert dues concentracions de material ric en gel al voltant d'HD 113.766 A: el primer entre 4 i 9 ua, la distància del cinturó d'asteroides al Sol, i la segona entre 30 i 80 ua, la distància a la qual hi ha el cinturó de Kuiper en el sistema solar.
L'altra estrella del sistema,HD 113.766 B, és molt similar a la component A, i es troba a 170 ua (4 vegades la distància entre  Plutó i el Sol), pel que la seva presència no afecta la formació del planeta al voltant de HD 113.766 A.